# شن‌ماهی
شِن‌ماهی (نام علمی: Holothuria scabra) گونه‌ای از خیار دریایی از خانواده خیارهای دریایی چرمی (Holothuriidae) است. در سال ۱۹۶۹ توسط Rowe در زیرجنس  Metriatyla قرار گرفت و گونه‌ای از این زیرسَرده است. شن‌ماهی‌های برداشت شده در چین و سایر جوامع ساحلی اقیانوس آرام به صورت خوراک پردازش می‌شوند.
خیارهای دریایی بی‌مهرگان دریایی هستند و با توتیای دریایی و ستاره دریایی ارتباط نزدیک دارند. همه این گروه‌ها تمایل به تقارن شعاعی دارند و دارای یک دستگاه عروقی آبی هستند که با فشار هیدرواستاتیک عمل می‌کند و آنها را قادر می‌سازد با استفاده از مکنده‌های زیادی به نام پای لوله‌ای حرکت کنند. خیارهای دریایی معمولاً حیواناتی چرمی و به شکل خیارشور با دسته‌ای از شاخک‌های تغذیه‌کننده در یک انتهای دهان هستند.

## کالبدشناسی
شن‌ماهی همان کالبد ابتدایی، مانند سایر گونه‌های خیار دریایی دارد. بدن آنها کشیده و استوانه‌ای شکل و نسبتاً کلفت است. رنگ سمت پشتی آنها می‌تواند از قهوه ای خاکستری تا سیاه، با چین و چروک‌های تیره در سراسر بدن و پاپیلاهای کوچک سیاه رنگ از یک سر تا سر دیگر متغیر باشد. طرف شکمی آن‌ها روشن‌تر و صاف است. شن‌ماهی‌ها دهانی دارند که در سطح شکمی در یک انتهای بدن قرار دارد که انتهای جلویی در نظر گرفته می‌شود. شن‌ماهی‌ها مانند خیارهای دریایی دیگر، از شاخک‌های تغذیه‌ای استفاده می‌کنند که از دهان بیرون زده‌اند. شن‌ماهی حدود ۲۰ شاخک کوتاه دارد. در طرف مقابل، مقعد در سمت پشتی قرار دارد. آنها می‌توانند تا متوسط طول ۲۲ سانتی‌متر رشد کنند که بزرگترین آنها به ۴۰ سانتی‌متر می‌رسد و در بلوغ به حدود ۱۶ سانتی‌متر یا ۲۰۰ گرم می‌رسند و برخی از آنها به ۳۰۰ گرم در یک سال می‌رسند. مشخص نیست که شن‌ماهی‌ها بدون مزاحمت چه مدت زندگی می‌کنند، اما می‌توانند حداقل تا ۱۰ سال زندگی کنند.
غدد جنسی آنها از طریق یک سوراخ تناسلی در انتهای قدامی پشتی آنها یافت می‌شود. دستگاه گوارش آنها از دهان، مری، معده، روده، پارگین و مقعد تشکیل شده‌است. آنها درخت‌وارهای تنفسی را از پارگین خود بیرون می‌آورند تا نفس بکشند. دیواره بدن آنها ضخیم است و در مجموع ۵۶ درصد وزن آنها را تشکیل می‌دهد. این دیواره بدن با صفحات آهکی به نام سوزنه پر شده‌است و برای شناسایی گونه‌ها استفاده می‌شود. شن‌ماهی شنی با شکل میزی و دکمه‌ای خود مشخص می‌شود. این جانداران، مانند خیارهای دریایی دیگر، اگر تحت استرس قرار گیرند، می‌توانند اندام‌های داخلی خود را بیرون بیاورند و می‌توانند اندام‌های خود را بازسازی کنند. در شن‌ماهی این حدود ۲ ماه طول می‌کشد.

### چرخه زندگی
شن‌ماهی پیش از اینکه بالغ شود، ۶ مرحله رشد را طی می‌کند. این زمانی شروع می‌شود که بالغ‌ها تخم‌ریزی می‌کنند. پس از یک روز، تخم‌های بارور شده به اولین مرحله پلانکتونیک، یعنی گاسترولا، تبدیل می‌شوند، سپس پس از دو روز تبدیل به auricularia، مرحله پلانکتونیک تغذیه می‌شوند. ظرف ۱۴ روز آینده، شن‌ماهی قبل از تبدیل شدن به جوان و مستقر شدن در مراتع چمن دریایی برای بلوغ، وارد مرحله doliolaria غیر تغذیه‌کننده و مرحله پنتاکتولای پلانکتونیک نهایی می‌شود.

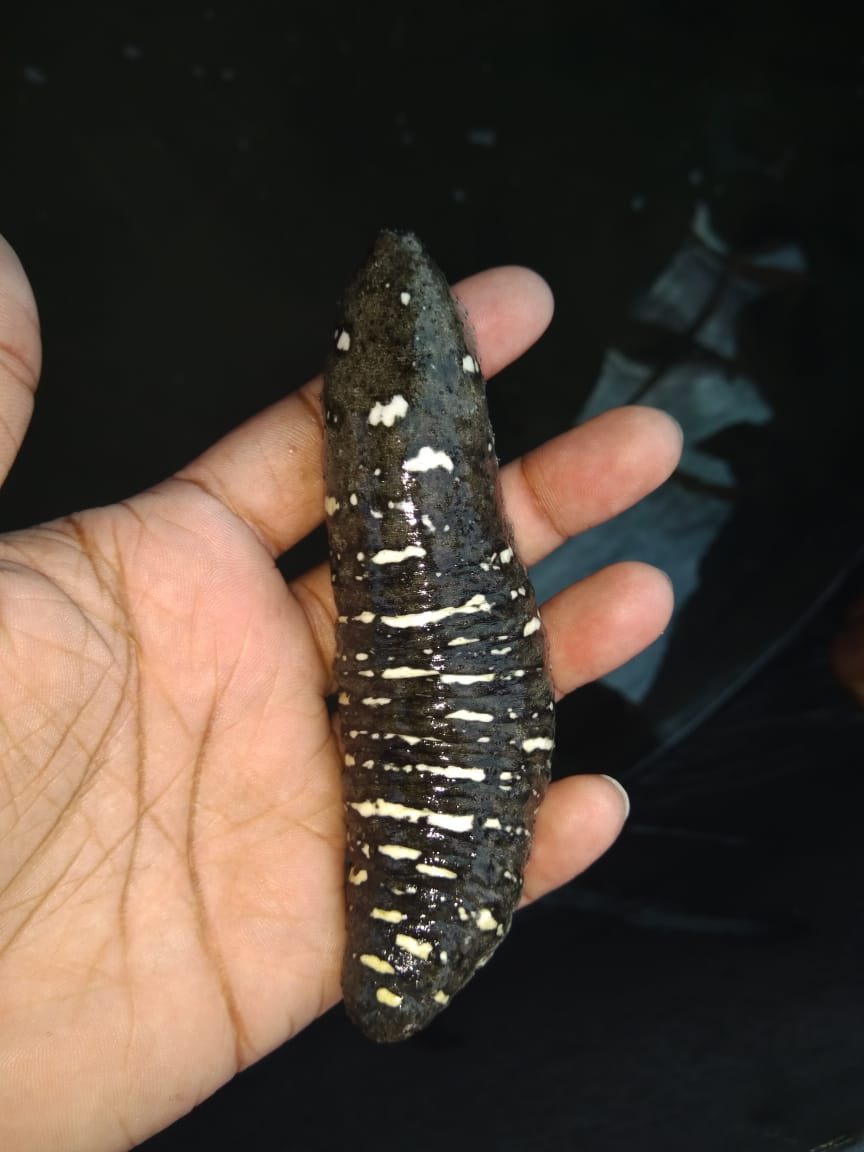
از ترینکومالی، سریلانکا

## بوم‌شناسی

### پراکنش
این گونه را می‌توان در منطقه هند و اقیانوس آرام، از شرق آفریقا تا شرق اقیانوس آرام یافت. برخی از آنها در خلیج فارس ایران یافت شده‌است. آنها معمولاً به عرض جغرافیایی بین ۳۰ درجه شمالی تا ۳۰ درجه جنوبی محدود می‌شوند، زیرا یک گونه گرمسیری است.

### زیستگاه
شن‌ماهی در آب‌های استوایی کم‌عمق با عمق کمتر از ۲۰ متر زندگی می‌کند. آنها علفزار دریایی و بسترهای گل‌آلود با سطح مواد مغذی بالا را به دلیل ترجیح رژیم غذایی خود ترجیح می‌دهند. آنها تحمل شوری کمتری دارند، تا ۲۰ ppt، مانند آنچه در آب نیم‌شور یافت می‌شود. شن‌ماهی نقش کلیدی در سلامت زیستگاه خود دارد. مانند بسیاری از خیارهای دریایی H. scabra بیوتورباتور هستند و نقش کلیدی در کار مجدد رسوب و اطمینان از توزیع یکنواخت مواد آلی برای عملکرد اکوسیستم و داشتن رژیم غذایی متعاقب از ریزه‌ها و سایر میکروارگانیسم‌ها دارند.

## رفتار
شن‌ماسه‌ها رفتارهای متفاوتی از خود نشان می‌دهند. رفتار حفاری آنها با بالغ شدن متفاوت است، با شن‌ماهی‌های جوان‌تر به تغییرات نور واکنش نشان می‌دهند و در تاریکی بیرون می‌آیند. شن‌ماهی‌های مسن تر به تغییرات دما حساس تر هستند و برای فرار از سرما نقب می‌زنند. شن‌ماهی در مورد اندازه و نوع رسوب دیرپسند است و در شن و ماسه ریز و بسترهای گل‌آلود با مواد مغذی بالا مستقر می‌شود. مانند همه خیارهای دریایی، H. scabra استفراغ دفاعی نشان می‌دهد، یعنی اندام‌های داخلی خود را بیرون می‌اندازد تا حواس شکارچیان را در حین فرار پرت کند. نر و ماده رفتارهای جفت‌گیری متمایز دارند. هنگامی که آنها تخم ریزی می‌کنند نرها بدن خود را بلند می‌کنند و در حالی که منی را در آب اطراف آزاد می‌کنند، از این طرف به آن طرف می‌چرخند. اندکی بعد، ماده‌ها بدن خود را برافراشته می‌کنند و تخمک‌ها را همراه با منی در یک انفجار کوتاه و قوی به داخل آب می‌فرستند.

## کاربرد خوراکی
شن‌ماهی بیش از ۱۰۰۰ سال است که توسط انسان خورده شده‌است. حدود بیست گونه دیگر از خیار دریایی نیز مصرف می‌شود، اما شن‌ماهی گونه‌ای است که بیشتر مورد استفاده قرار می‌گیرد. در دهه ۱۹۹۰ به صورت خشک شده به عنوان خوراک خیار دریایی تا ۱۰۰ دلار آمریکا در هر کیلوگرم فروخته می‌شد. برداشت شن‌ماهی از دریا در اندونزی به نام ترپانگینگ شناخته می‌شود. در بسیاری از مناطق، میزان صید در طول سال‌ها به دلیل ماهیگیری بیش از حد کاهش یافته‌است، به این خاطر آبزی‌پروری و تخم‌ریزی آن در حال انجام است.

## آبزی‌پروری

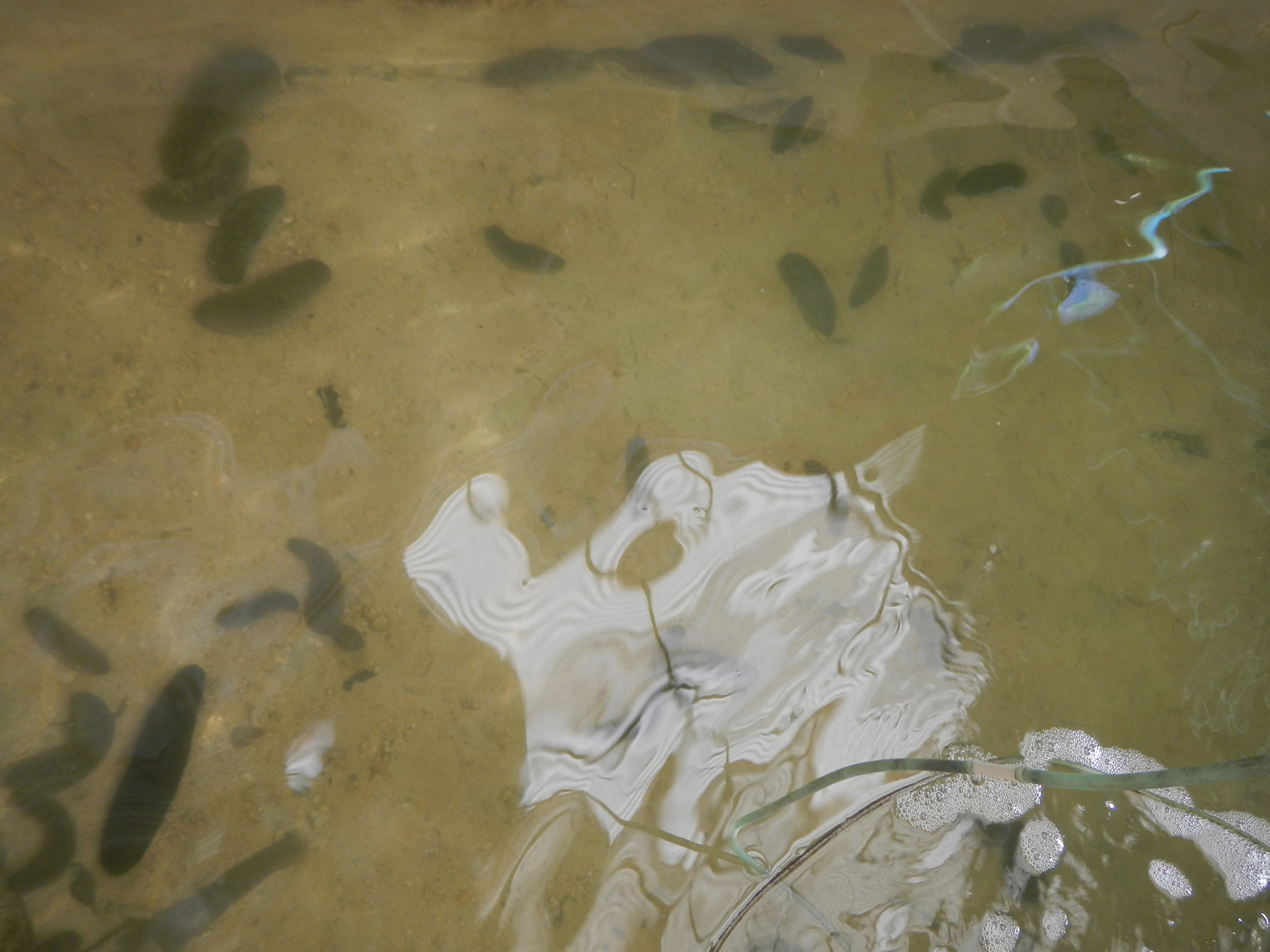
«بالاتان» یا پرورش/برداشت خیار دریایی در فیلیپین.

شن‌ماهی در بازارهای آسیایی ارزش بالایی دارد و به عنوان بش-دو-دمر برای غذا فروخته می‌شود. این آنها را به گونه ای کلیدی برای تولید آبزی پروری تبدیل می‌کند، از آنجایی که شن‌ماهی در محیط‌های نزدیک به استوا یافت می‌شود، می‌توانند در تمام سال تخم ریزی کنند. فصل اوج تخم‌ریزی معمولاً در فصول خشک، اوت تا نوامبر است. تقریباً ۳۰ تا ۴۵ شن‌ماهی بالغ برای شروع یک دسته کوچک از گروه تخم ریزی مورد نیاز است. تخم ریزی برای H. scabra ارتباط نزدیکی با چرخه قمری دارد و در بعد از ظهر تا اوایل عصر رخ خواهد داد. تخم ریزی را می‌توان با استفاده از چندین روش القا کرد: تحریک حرارتی شامل افزایش و کاهش سریع دمای آب است، درمان خشک شامل بیرون آوردن شن‌ماهی از آب به مدت ۳۰ تا ۴۵ دقیقه قبل از بازگرداندن به مخازن است، و روش محرک غذا شامل ارائه یک ماده بسیار غلیظ جلبکی. استخراج غده جنسی نیز یک گزینه است اما نیاز به تشریح حیوان دارد. در اکثر تأسیسات آبزی‌پروری استفاده از ترکیبی از روش‌های ذکر شده به منظور اطمینان از تخم ریزی رایج است. هنگامی که لاروها تبدیل به بچه ماهی می‌شوند، باید به مخازن رشد با تراکم ۲۰۰–۵۰۰ عدد در متر مربع منتقل شوند تا اطمینان حاصل شود که هر یک فضای مناسب برای رشد و مواد مغذی مورد نیاز را دریافت می‌کنند.
لؤلؤماهی کِرْمی (Encheliophis vermicularis) انگل این گونه است و هر شن‌ماهی انگل‌دار میزبان یک جفت لولوماهی نر و ماده است که در داخل بدن او زندگی می‌کنند.

## وضعیت حفاظت
شن‌ماهی در فهرست قرمز IUCN به عنوان یک ماهی در معرض خطر با کاهش جمعیت قرار دارد. آنها با تهدیدهای ناشی از برداشت بیش از حد مواجه هستند، اما در حال حاضر تلاش‌هایی در اطراف اقیانوس هند و اقیانوس آرام از جمله ممنوعیت ماهیگیری و ذخیره مجدد از طریق تلاش‌های آبزی‌پروری در حال انجام است.